# جون براون (طبيب)
جون براون هو طبيب كندي، ولد في 13 أبريل 1904 في ويمبلي في المملكة المتحدة، وتوفي في 21 يناير 1984.